# Modélisation des populations
 (août 2024).
La mise en forme du texte ne suit pas les recommandations de Wikipédia : il faut le « wikifier ».
Les points d'amélioration suivants sont les cas les plus fréquents. Le détail des points à revoir est peut-être précisé sur la page de discussion.
- Les titres sont pré-formatés par le logiciel. Ils ne sont ni en capitales, ni en gras.
- Le texte ne doit pas être écrit en capitales (les noms de famille non plus), ni en gras, ni en italique, ni en « petit »…
- Le gras n'est utilisé que pour surligner le titre de l'article dans l'introduction, une seule fois.
- L'italique est rarement utilisé : mots en langue étrangère, titres d'œuvres, noms de bateaux, etc.
- Les citations ne sont pas en italique mais en corps de texte normal. Elles sont entourées par des guillemets français : « et ».
- Les listes à puces sont à éviter, des paragraphes rédigés étant largement préférés. Les tableaux sont à réserver à la présentation de données structurées (résultats, etc.).
- Les appels de note de bas de page (petits chiffres en exposant, introduits par l'outil «  Source ») sont à placer entre la fin de phrase et le point final[comme ça].
- Les liens internes (vers d'autres articles de Wikipédia) sont à choisir avec parcimonie. Créez des liens vers des articles approfondissant le sujet. Les termes génériques sans rapport avec le sujet sont à éviter, ainsi que les répétitions de liens vers un même terme.
- Les liens externes sont à placer uniquement dans une section « Liens externes », à la fin de l'article. Ces liens sont à choisir avec parcimonie suivant les règles définies. Si un lien sert de source à l'article, son insertion dans le texte est à faire par les notes de bas de page.
- La présentation des références doit suivre les conventions bibliographiques. Il est recommandé d'utiliser les modèles {{Ouvrage}}, {{Chapitre}}, {{Article}}, {{Lien web}} et/ou {{Bibliographie}}. Le mode d'édition visuel peut mettre en forme automatiquement les références.
- Insérer une infobox (cadre d'informations à droite) n'est pas obligatoire pour parachever la mise en page.

Pour une aide détaillée, merci de consulter Aide:Wikification.
Si vous pensez que ces points ont été résolus, vous pouvez retirer ce bandeau et améliorer la mise en forme d'un autre article.
La notion de modélisation du territoire avec sa population est un outil utilisé en sociologie et en statistique, dans l'optique de mieux gérer les systèmes de mobilités, un système de santé,  les situations d'urgence, la gestion d'une épidémie, etc.
Pour des raisons de protections des droits individuels, la totalité des caractéristiques de la population d'un territoire et ses activités ne sont pas connues. En revanche, il est possible de modéliser cette population sous la forme d'agents munis d'attributs, avec des chaînes d'activités, et des fonctions d'utilité qui leur permettent d'interagir entre eux. Cette population est générée à partir de données sur le territoire, elle est appelée population synthétique, elle est constituée d'agents.
Par extension, cette "population synthétique" peut aussi contenir des véhicules, des bâtiments, etc.
La population synthétique générée permet de faire directement des analyses sur un territoire. Elle peut aussi être  utilisée comme données d'entrée de simulation multi-agents.

## Génération d'une population synthétique
Elle s'effectue en plusieurs étapes
1. La génération d'une population synthétique avec des attributs provenant d'une source primaire de données, par exemple à partir des données de recensement ;
2. L'enrichissement de cette population avec d'autres attributs  provenant d'une source secondaire de données, par exemple, ajouter l'attribut niveaux de vie à la population à partir des bases de données fiscales.
3. La spatialisation de cette population sur le territoire, par exemple à partir de base de données sur les bâtiments.
4. L'ajout d'activités aux agents à partir d'enquêtes comme les enquêtes ménage déplacement et sur leurs localisations grâce à des bases de données sur les établissements publics et privés. Avec ces ajouts, ces populations synthétiques sont appelés population synthétique à base d'activités. Ces activités se déroulent dans le temps ce qui donne un caractère dynamique au territoire modélisé. Par exemple, la population d'un territoire n'est pas la même en journée et la nuit.
5. L'ajout de fonctions d'utilité  qui permettent, par exemple, de déterminer les choix modaux de chacun des agents.

Ces différentes étapes sont conventionnelles car la spatialisation, les activités et les fonctions d'utilités peuvent aussi être considérés comme des attributs, au sens large, des agents. C'est pourquoi la génération de la population synthétique désigne aussi bien la première étape que l'ensemble du processus.

## Génération d'une population synthétique dans le cas des transports
Il existe deux grands modèles opposés l'un à l'autre, le modèle à quatre étapes, et les simulations multi-agents.

### Modèle à quatre étapes
Dans la génération d'une population synthétique utilisée pour analyser les mobilités, l'une des méthodes consiste à enrichir les données de base de la population via le modèle à quatre étapes. Il s'oppose au modèle SMA (simulation multi-agents). Ces quatre étapes consistent à répondre aux questions les suivantes :
- quelle génération des déplacements (combien de déplacements ?),
- quelle distribution des déplacements (pour quelle destination ?),
- quel choix modal (avec quel mode de transport?)
- quelle affectation (en utilisant quel itinéraire ?)[6],[7].

### Algorithmes mis en œuvre en systèmes multi-agents
Dans les cas les plus usuels, des données de recensements sont disponibles sur un territoire donnée sous la forme d'un échantillons de ménages anonymisés  enquêtés sur le territoire, comme les fichiers de recensement de l'Insee, et de données agrégées externes comme par exemple, le nombre de ménages  du territoire. Ces données agrégées sont aussi appelées données marginales.
À partir de ces données, il faut générer une population synthétique de ménages, comprenant des individus, la plus proche possible de la population réelle. De nombreux algorithmes peuvent être mis en œuvre. Il est proposé dans l'article un classement des algorithmes selon la typologie suivante.

#### Reconstruction Synthétique
Les algorithmes de ce type  consistent à modifier les poids des ménages afin de coller aux données agrégées externes. Les algorithmes les plus connus consistent à adapter l'IPF (Iterative Proportional Fitting) (en) aux cas d'individus dans des ménages :  Iterative Proportional Update, Hierarchical Iterative Proportional Fitting (HIPF), entropy maximization (ent) and Generalized Ranking (GR).

#### Optimisation combinatoire (combinatorial optimization)
Les algorithmes, classés dans cette catégorie, ont comme entrées deux populations synthétiques  générées à partir de l'échantillon. Ces populations synthétiques sont modifiés de manière itérative : deux ménages des deux populations sont échangées si ceci améliore la qualité (goodness of fit) des populations ainsi modifiées, ces échanges sont effectués jusqu'à obtenir une population dont les attributs agrégées correspondent aux données agrégées externes.

#### Apprentissage statistique (statistical learning)
Ces algorithmes se base sur une modélisation probabiliste du problème. Une loi de probabilité conjointe  compatible avec l'échantillon est exhibée selon différents algorithmes possibles : réseau bayésien, Méthode de Monte-Carlo par chaînes de Markov hiérarchique, Auto-encodeur variationnel. Un tirage d'une population est alors effectué à partir de cette loi de probabilité, puis un des algorithmes de reconstruction synthétique est appliqué pour rendre cette population compatible avec les données agrégées externes.